# Sekret
A Sekret Ronela Hajati albán énekesnő dala, mellyel Albániát képviselte a 2022-es Eurovíziós Dalfesztiválon Torinóban. A dal 2021. december 29-én, az albán nemzeti döntőben, a Festivali i Këngësben megszerzett győzelemmel érdemelte ki a dalversenyen való indulás jogát.
A dal új verzióját március 5-én mutatták be.

## Eurovíziós Dalfesztivál
2021. december 3-án vált hivatalossá, hogy az énekesnő alábbi dala is bekerült a Festivali i Këngës elnevezésű nemzeti döntő mezőnyébe.  December 29-én az énekesnő alábbi dalát választotta ki a szakmai zsűri a 2021-es Festivali i Këngës döntőjében, amellyel képviseli hazáját az elkövetkezendő Eurovíziós Dalfesztiválon.
A dalfesztivál előtt a román nemzeti döntőben, Barcelonában, Tel-Avivban, Amszterdamban és Madridban eurovíziós rendezvényeken népszerűsítette versenydalát.
Az Eurovíziós Dalfesztiválon a dalt először a május 10-én rendezett első elődöntőben adták elő fellépési sorrend szerint elsőként a Lettországot képviselő Citi Zēni Eat Your Salad című dala előtt. Az elődöntőben a nézői szavazatok és a nemzetközi zsűrik pontjai alapján nem került be a dal a május 14-én megrendezésre került döntőbe. Összesítésben 58 ponttal a 12. helyen végzett.
A következő albán induló Albina Kelmendi és családjának Duje című dala volt a 2023-as Eurovíziós Dalfesztiválon.